# 第3回サンフランシスコ映画批評家協会賞
第3回サンフランシスコ映画批評家協会賞は2004年の映画を対象としており、2004年12月13日に受賞者が発表された。

## 受賞一覧

### 作品賞
- 『サイドウェイ』(アレクサンダー・ペイン監督)

### 監督賞
- アレクサンダー・ペイン - 『サイドウェイ』

### 主演男優賞
- ポール・ジアマッティ - 『ロスト・イン・トランスレーション』

### 主演女優賞
- ジュリー・デルピー - 『ビフォア・サンセット』

### 助演男優賞
- トーマス・ヘイデン・チャーチ - 『サイドウェイ』

### 助演女優賞
- ヴァージニア・マドセン - 『サイドウェイ』

### 脚本賞
- アレクサンダー・ペイン、ジム・テイラー - 『サイドウェイ』

### 外国語映画賞
- 『そして、ひと粒のひかり』 コロンビア

### ドキュメンタリー映画賞
- 『華氏911』

### マーロン・リッグス賞
- アニータ・モンガ

## 参考
1. ↑  “2004 SAN FRANCISCO FILM CRITICS CIRCLE AWARDS”. 2014年1月24日閲覧。